# ESAIM: Control, Optimisation and Calculus of Variations
ESAIM: Control, Optimisation and Calculus of Variations is een internationaal, aan collegiale toetsing onderworpen wetenschappelijk tijdschrift op het gebied van de toegepaste wiskunde. De naam wordt in literatuurverwijzingen meestal afgekort tot Esaim. Contr. Optim. Ca. Het wordt uitgegeven door EDP Sciences.